# Sollevamento pesi ai Giochi della I Olimpiade - Sollevamento con due mani
La gara di sollevamento con due mani dei Giochi della I Olimpiade si tenne il 7 aprile 1896 ad Atene, nello Stadio Panathinaiko, in occasione dei primi Giochi olimpici dell'era moderna.

## La gara

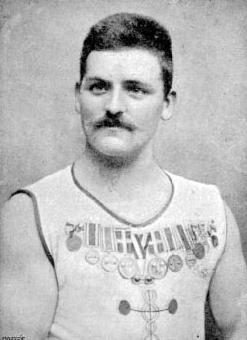
Viggo Jensen

In questa disciplina, gli alzatori dovevano sollevare il peso contemporaneamente con entrambe le mani. I partecipanti avevano tre tentativi; dopo questi, i tre migliori sollevatori avevano diritto ad ulteriori tre alzate; nel caso in cui si fosse arrivati ad alzare un peso uguale, i giudici avevano il compito di decidere il vincitore, prendendo in considerazione il modo in cui si era sollevato il peso. A differenza di oggi, non esisteva alcuna distinzione di categorie per peso. Il modo di alzare i pesi somiglia alla moderna tecnica dello strappo.
Questa gara, il sollevamento di un'asta, con attaccati due pesi, con due mani, fu la prima disciplina, ai Giochi della I Olimpiade, per quanto riguarda il sollevamento pesi. L'inglese Launceston Elliot e il danese Viggo Jensen gareggiarono per la vittoria. Dopo aver alzato entrambi 111,5 kg, Jensen venne dichiarato campione olimpico dai giudici, comandati dal re Giorgio I di Grecia, dopo aver giudicato migliore il suo stile di alzata, a dispetto di Elliot che muoveva un piede mentre sollevava il peso. La delegazione britannica, contraria a questa decisione risolutiva, protestò ufficialmente. Venne permesso ai sollevatori un ulteriore tentativo, ma nessuno dei due riuscì a migliorarsi, così Jensen fu dichiarato vincitore.

## Nazioni partecipanti
Un totale di 6 atleti, provenienti da 5 nazioni, gareggiarono alle Olimpiadi di Atene nel sollevamento pesi con due mani:
- Danimarca (1)
- Germania (1)
- Regno Unito (1)
- Grecia (2)
- Ungheria (1)

## Risultati
| Pos. | Nazione     | Atleta               | Prestaz. |
| ---- | ----------- | -------------------- | -------- |
|      | Danimarca   | Viggo Jensen         | 111,5 kg |
|      | Regno Unito | Launceston Elliot    | 111,5 kg |
|      | Grecia      | Sotirios Versis      | 90,0 kg  |
| 4    | Grecia      | Georgios Papasideris | 90,0 kg  |
| 4    | Germania    | Carl Schuhmann       | 90,0 kg  |
| 6    | Ungheria    | Momcsilló Tapavicza  | 80,0 kg  |